# 電影夢工廠
《電影夢工廠》（中国大陆官方译为）是一個策略經營遊戲，由獅頭工作室開發，隨後由費羅國際移植到MAC OX，於2005年11月8日由美國動視在北美發行，在遊戲中，玩家可以扮演好萊鎢重要角色、經營工作室、製作電影，雖然遊戲中可以布置場景、選角、雇用工作人員，但遊戲的主軸還是偏重於電影製作。
2006年11月8日，資料片《電影夢工廠：特技與特效大師》於美國發行。

## 遊戲介紹
在遊戲裡分為兩種模式，任務模式與自由模式。
- 任務模式

在任務模式裡，玩家要從一片空地上成立自己的電影公司，從零到有，一路奮鬥到2020年，而且隨著時代的進步，玩家的拍片設備也必須不斷得換新，在拍片之餘投入資金購買當代的拍片設備。
- 自由模式

自由模式裡，玩家可以不受年代的限制，盡情利用豐富的道具來打造出屬於自己的電影，而且不管是從劇本的發想、挑選導演和攝影師、選角、打燈光，甚至是佈置場景與道具，都由玩家任意發揮。
不只可以選現成的角色，玩家可以自己用人物創造系統打造自己心目中的偶像。

## 評價
這部遊戲獲得業界一致肯定，甚至還獲得第3屆BAFTA視頻遊戲獎最佳模擬類。

Cheat Code Central在整體上給予4.6分（滿分5分），他們認為這部遊戲的細節好到幾乎難以置信，內容創新而且介面不會很複雜，雖然不用像一般製片一樣忙東忙西，但是他們還是認為要做的事情有一點多。

## 外部連結
- 電影夢工廠中文官網